# ニューポート (バーモント州)
ニューポート（英: Newport）は、アメリカ合衆国バーモント州の都市。オーリンズ郡の郡庁所在地である。人口は4,431人（2022年推計）。オーリンズ郡にある自治体の中で面積最小である。西隣に「ニューポート町」がある。カナダ国境に近い。

## 歴史
1753年、アベナキ族インディアンが人質にしていたジョン・スタークを連れてメンフレンマゴグ湖を降り、現在のニューポートで岸に上がった。彼らは南東に向かい、ニューハンプシャーのスタークの家に行った。
1759年、ロジャーズ・レンジャーズがケベックのセントフランシスへの攻撃後にオーリンズ郡を通っての撤退を強いられた。復讐をしようと追跡してくる敵をまくために、メンフレンマゴグ湖の東岸で二手に分かれた。1隊は東にクライド川を辿った。もう1隊は南にバートン川を辿った。
ニューポートへの入植は1793年に始まった。村は当初ピッカラルポイントと呼ばれたが、メンフレンマゴグ湖の上にあったので、レイクブリッジと改名された。
19世紀初期、パイオニアのカルビン・アーノルド家の女性たちが、現在のクライド池近くの家に住むことを拒否した。これはインディアンによる略奪行為があるからだった。
1816年、元セイラム町の一部がニューポートに併合され、現在も市の一部に残っている。
1863年、鉄道が開通した。
南北戦争の間にセントオールバンズ襲撃が起きたという知らせが届いたとき、ニューポート町は恐怖に捉われた。住民は州の全体、特に湖の南端で襲撃が繰り返されるかもしれないと考えた。民兵隊が出動した。マゴグからのフェリーが決死の様相の武装部隊に出逢っており、襲撃について何も聞いていなかった船長を大いに驚かせることになった。ノーウィッチ大学（士官学校）の武装した学生が列車で運ばれた。しかし何も起こらず、数日の内に人々は家に戻った。
1868年レイクブリッジの町はニューポートのビレッジとして法人化された。
ニューポートは繁華な製材の町になった。製材会社のプルーティ・アンド・ミラーが1865年に操業を始めた。バーモント州における製材業が衰退するとともに、1980年代に事業を廃止した。

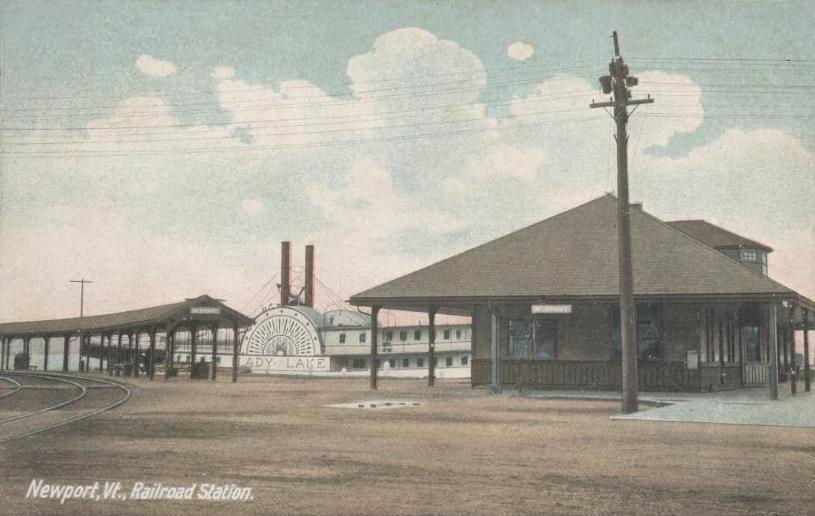
鉄道駅と蒸気船レディ・オブ・ザ・レイク、1908年

蒸気駆動遊覧フェリーのレディ・オブ・ザ・レイクが1867年に運航を始めた。1917年に運航を停止した。この船の絵が市章に使われている。
1868年、ホテルの後、鉄道駅から数ブロックの所に、有料厩舎が営業を始め、最終的に100頭の馬を育てることになった。
1873年、ベルビュー・ホテルが建設され、当初は75人、後には100人の客を収容できた。1891年にニューポート・ハウスに改名された。1973年に解体された。
1879年、ニューポート桟橋灯台はメンフレンマゴグ湖沿いに建設された塔である。その後解体された。
現郡庁舎は1886年に建設された。それは郡政府がここに移された年だった。
1879年、フィールド・オペラハウスと時計塔が建設された。1896年、火事で焼失した。その場所には現在市政府の建物がある。
19世紀後半、ボストン・アンド・メイン鉄道とセントラル・バーモント鉄道がレイクブリッジを通り、この小さな村が人口急増を経験した。

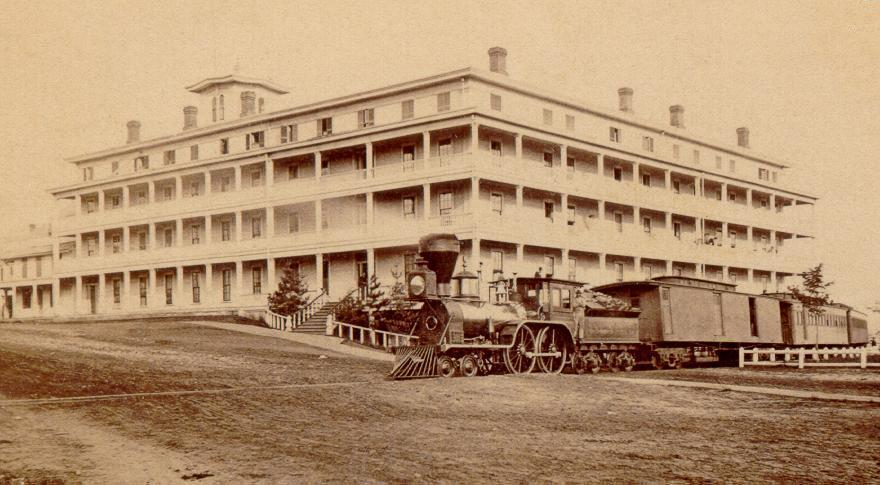
メンフレンマゴグ・ハウス、1880年代。1838年建設、1907年焼失

1899年グッドリッチ記念図書館が建設された。
1907年メンフレンマゴグ・ホテルが火事で焼けた。

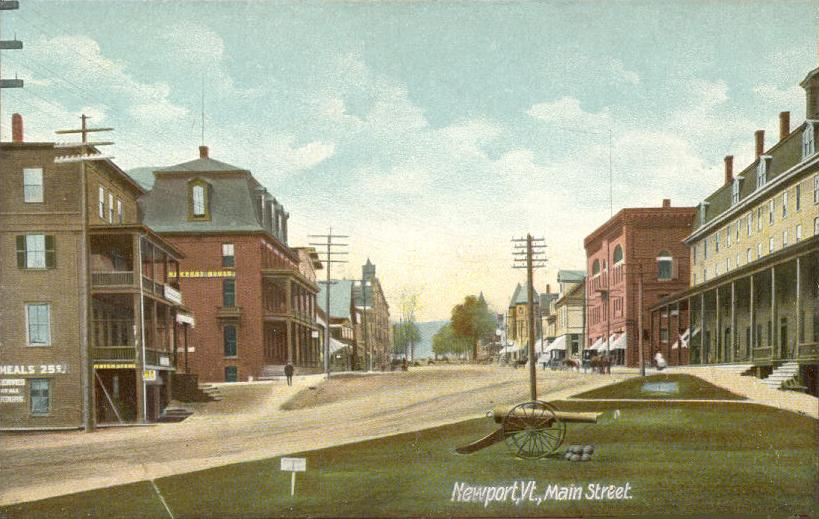
メインストリート、1908年

1917年、ニューポート町（元のニューポート村）とダービー町（元のウェストダービー村）の一部を併せて、ニューポート市が結成された。1918年3月5日に組織化された。
現連邦裁判所が1904年に建設された。この建物には郵便局が入っていた。
1917年、市はメインストリートの舗装を行った。1930年には、夏に1日4,000台の車が通った。
1932年、市は貧困者のために救貧農場を運営した。
1942年8月、カナダ空軍単発訓練用飛行機が市に近い湖の西岸に墜落し、乗員の操縦士が死んだ。
1936年から1953年、ニューポートのインターナショナル・クラブには、長さ220フィート (67 m)、幅60フィート (18 m) と、ニューイングランド最大のダンスフロアがあった。一時に2,000人のダンサーを収容できた。ボストンからモントリオールへ鉄道で向かう様々な芸能人がここで途中下車して公演を行っていった。例えば、ルイ・アームストロング、チャーリー・バーネット、レス・ブラウン、キャブ・キャロウェイ、ローズマリー・クルーニー、ドーシー・ブラザーズのジミーとトミー、スタン・ケントン、ケイ・カイザー、ジーン・クルーパ、グレン・ミラー、トニー・パスター、ルイ・プリマが居た。
ニューポートの人口は、その設立以来5,000人前後で頭打ちとなり、5,217人で最大となった1950年からは減少を始めた。1990年の4,434人が底となった。2010年の国勢調査では2000年より減っていた。2003年、ニューポートを本拠としたシティズン図・ユーティリティが売却され、グレートベイ・ハイドロとバーモント電力協同組合に分けられた。
ニューポートを最後の旅客列車が通ったのは1965年だった。
1970年代、ニューポート市は空港をバーモント州に売却した。
バーモント・テディベア社が市内に工場を持っていた。コロンビア・フォレスト・プロダクツがかつては100人の労働者を雇用していた。
国際的スキー服製造業者の子会社が30人の労働者を雇用していたことがあった。2011年に閉鎖された。

## 地理
アメリカ合衆国国勢調査局に拠れば、市域全面積は7.6平方マイル (19.7 km2)であり、このうち陸地6.0平方マイル (15.6 km2)、水域は1.6平方マイル (4.1 km2)で水域率は20.87%である。ニューポート市はメンフレンマゴグ湖の南岸を囲んでいる。郡内にある4つの大きな川のうち3つが市内で湖に注いでいる。クライド川、バートン川、ブラック川の3つである。
ニューポート市は南にコベントリー町、西にニューポート町、北と東にダービー町と接している。

### 気候
| ニューポート市の気候   | ニューポート市の気候 | ニューポート市の気候 | ニューポート市の気候 | ニューポート市の気候 | ニューポート市の気候 | ニューポート市の気候 | ニューポート市の気候 | ニューポート市の気候 | ニューポート市の気候 | ニューポート市の気候 | ニューポート市の気候 | ニューポート市の気候 | ニューポート市の気候 |
| 月                     | 1月                  | 2月                  | 3月                  | 4月                  | 5月                  | 6月                  | 7月                  | 8月                  | 9月                  | 10月                 | 11月                 | 12月                 | 年                   |
| ---------------------- | -------------------- | -------------------- | -------------------- | -------------------- | -------------------- | -------------------- | -------------------- | -------------------- | -------------------- | -------------------- | -------------------- | -------------------- | -------------------- |
| 最高気温記録 °F （°C） | 64 (18)              | 62 (17)              | 83 (28)              | 87 (31)              | 92 (33)              | 95 (35)              | 98 (37)              | 95 (35)              | 96 (36)              | 84 (29)              | 74 (23)              | 66 (19)              | 98 (37)              |
| 平均最高気温 °F （°C） | 26.3 (−3.2)          | 31.0 (−0.6)          | 41.0 (5)             | 54.2 (12.3)          | 69.0 (20.6)          | 76.8 (24.9)          | 80.9 (27.2)          | 78.8 (26)            | 69.5 (20.8)          | 57.0 (13.9)          | 43.1 (6.2)           | 31.0 (−0.6)          | 54.88 (12.71)        |
| 平均最低気温 °F （°C） | 5.5 (−14.7)          | 7.8 (−13.4)          | 18.7 (−7.4)          | 31.3 (−0.4)          | 43.2 (6.2)           | 52.4 (11.3)          | 56.8 (13.8)          | 54.8 (12.7)          | 46.8 (8.2)           | 37.0 (2.8)           | 27.3 (−2.6)          | 13.0 (−10.6)         | 32.88 (0.49)         |
| 最低気温記録 °F （°C） | −38 (−39)            | −38 (−39)            | −32 (−36)            | −2 (−19)             | 20 (−7)              | 28 (−2)              | 36 (2)               | 32 (0)               | 20 (−7)              | 0 (−18)              | −7 (−22)             | −40 (−40)            | −40 (−40)            |
| 降水量 inch （mm）     | 2.96 (75.2)          | 2.16 (54.9)          | 2.96 (75.2)          | 2.93 (74.4)          | 3.67 (93.2)          | 3.93 (99.8)          | 4.19 (106.4)         | 4.18 (106.2)         | 3.76 (95.5)          | 3.45 (87.6)          | 3.47 (88.1)          | 3.12 (79.2)          | 40.78 (1,035.7)      |
| 降雪量 inch （cm）     | 24.7 (62.7)          | 17.2 (43.7)          | 18.8 (47.8)          | 6.9 (17.5)           | 0.1 (0.3)            | 0 (0)                | 0 (0)                | 0 (0)                | 極微量               | 1.1 (2.8)            | 11.0 (27.9)          | 23.1 (58.7)          | 102.9 (261.4)        |
| 出典：NOAA             |                      |                      |                      |                      |                      |                      |                      |                      |                      |                      |                      |                      |                      |

## 人口動態
以下は2000年国勢調査による人口統計データである。
| 基礎データ - 人口: 5,005 人 - 世帯数: 2,086 世帯 - 家族数: 1,191 家族 - 人口密度: 320.5人/km2（830.0 人/mi2） - 住居数: 2,342 軒 - 住居密度: 150.0軒/km2（388.4 軒/mi2） 人種別人口構成 - 白人: 96.14% - アフリカン・アメリカン: 0.76% - ネイティブ・アメリカン: 0.62% - アジア人: 0.62% - その他の人種: 0.22% - 混血: 1.64% - ヒスパニック・ラテン系: 1.28% 先祖による構成 - フランス系カナダ人とフランス系：33% - イギリス系：16% - アイルランド系：14% | 年齢別人口構成 - 18歳未満: 22.2% - 18-24歳: 8.3% - 25-44歳: 27.1% - 45-64歳: 23.1% - 65歳以上: 19.3% - 年齢の中央値: 40歳 - 性比（女性100人あたり男性の人口） - 総人口: 97.4 - 18歳以上: 93.7 世帯と家族（対世帯数） - 18歳未満の子供がいる: 26.6% - 結婚・同居している夫婦: 41.0% - 未婚・離婚・死別女性が世帯主: 12.6% - 非家族世帯: 42.9% - 単身世帯: 35.5% - 65歳以上の老人1人暮らし: 16.0% - 平均構成人数 - 世帯: 2.20人 - 家族: 2.84人 |

2013年時点で成人の31%が肥満である。州内では最高比率である。

## 経済

### 収入
収入と家計
- 収入の中央値
  - 世帯: 25,544米ドル
  - 家族: 34,922米ドル
  - 性別
    - 男性: 33,810米ドル
    - 女性: 19,787米ドル
- 人口1人あたり収入: 20,054米ドル
- 貧困線以下
  - 対人口: 18.2%
  - 対家族数: 13.0%
  - 18歳未満: 25.4%
  - 65歳以上: 5.4%

人口1人あたり収入はオーリンズ郡で最大である。州内の国勢調査地域282地域と比較すると第108位である。

### 産業
プーリン・グレインがニューイングランドやアップステート・ニューヨーク州に飼料を出荷している。同社は約50人の労働者を雇用している。その工場は週7日、1日24時間稼働している。
コロンビア・フォレスト・プロダクツは約100人に労働者を雇用している。
従業員120人を雇用するコールセンターが1か所ある。
マイン・セイフティ・アプライアンシーズは、戦闘用ヘルメットを製造している。

### 医療
ノースカントリー病院が市内にある。この病院は605人を雇用しており、市内最大の雇用主である。
オーリンズ・エセックス訪問看護協会とホスピスが地元で100人を雇用している。
ノースイースト・キングダム・ヒューマンサービスが精神病医療の受容に対応している。
社会サービスはノースイースト・キングダム・コミュニティ・アクションやその他のノースイースト・キングダムの場所で一部提供されている。

### 観光
商業アイス・フィッシングのダービーが2004年から毎年2月に開催されている。2010年には920人が参加した。
バーモント州では唯一のソープボックス・ダービーが毎年開催されている。勝者は州代表として全国大会に出る。
地元ロータリークラブが1947年から、郡内の高校を巻き込む音楽祭を毎年開催している。

### 州の機関

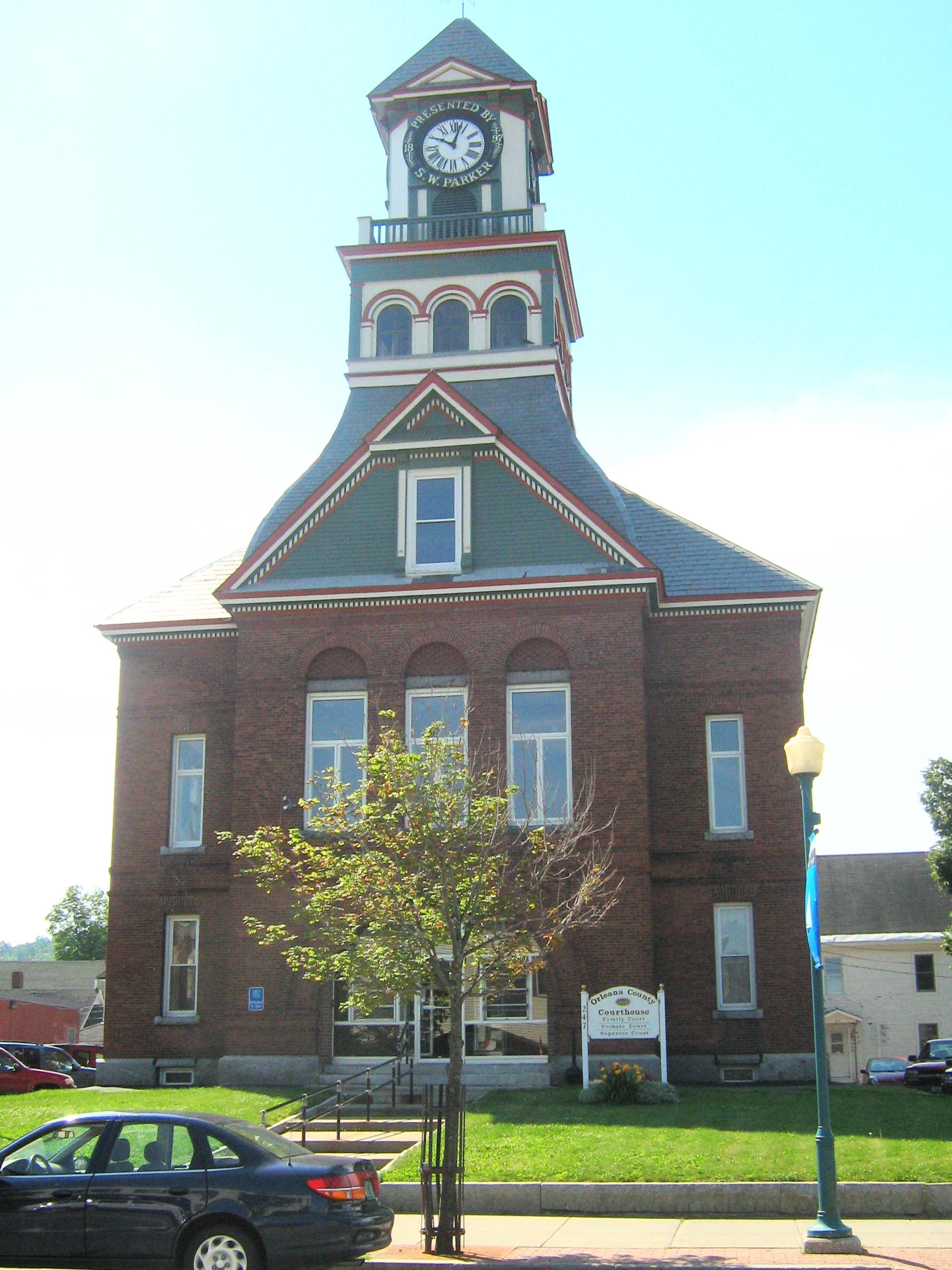
オーリンズ郡庁舎

市内にはノーザンステイト矯正施設、ニューポート裁判所、賠償サービス、バーモント矯正産業がある。

## 市政府
市役所はメインストリート222、元州軍武器庫のあった場所に位置している。
市政委員は任期2年間の4人であり、毎年半数が改選される。他に市長がいる。
税評価、選挙区管理、公共事業、警察、消防、レクリエーションと公園、市検察、および港湾長に有給のスタッフがいる。
無給の指名者による委員会が幾つかある。企画委員会は委員5人、3年任期、港湾委員会は委員5人、2年任期、開発審査委員会は委員9人、任期3年、およびレクリエーション委員会がある。
バーモント州の都市と、町の場合は幾つかにある役人がいる。都市の場合は指名である。滞納税徴収官、タウンサービス官、動物制御官、健康管理官、森林警備隊員、石炭検量者、樹木と屋根板の検査官、北東バーモント開発協会への代表、バーモント経済開発公社への代表、フェンス監視官である。
2014年から2015年に提案されている予算は299万ドルである。約100万ドルは警察の費用となる。

### 役人
市政府は市長・市政委員会方式を採用している。市長はポール・モネットである。市マネジャーはジョン・O・ウォードである。

### 選挙
2008年の一般選挙では登録有権者の54%が投票した。これは郡内でも最低の率だった。

## 教育
ニューポート市内の公立学校はニューポート市小学校とノースカントリー統合高校の2校である。私立学校はユナイテッド・クリスチャン・アカデミーがある。バーリントン・ローマ・カトリック教区学校地区のセイクレッドハート学校があったが、2007年秋に閉校となった。

### 教育学区
市にはニューポート市小学校を運営する教育委員会がある。
ニューポート市小学校の予算は2007年時点で4,435,765ドルだった。
市はノースカントリー監督組合に属しており、そのメンバーは近くの町から来ている。この組合がノースカントリー統合高校とノースカントリー統合ジュニア高校を運営している。この組合が雇用する監督官が町の学校と統合学校を監督している。

### 高等教育機関
ニューポート市内にはバーモント・コミュニティカレッジの分校があり、学生数は300人近い。卒業生には准学士号を与えている。

## インフラ

### 交通

#### 主要道路

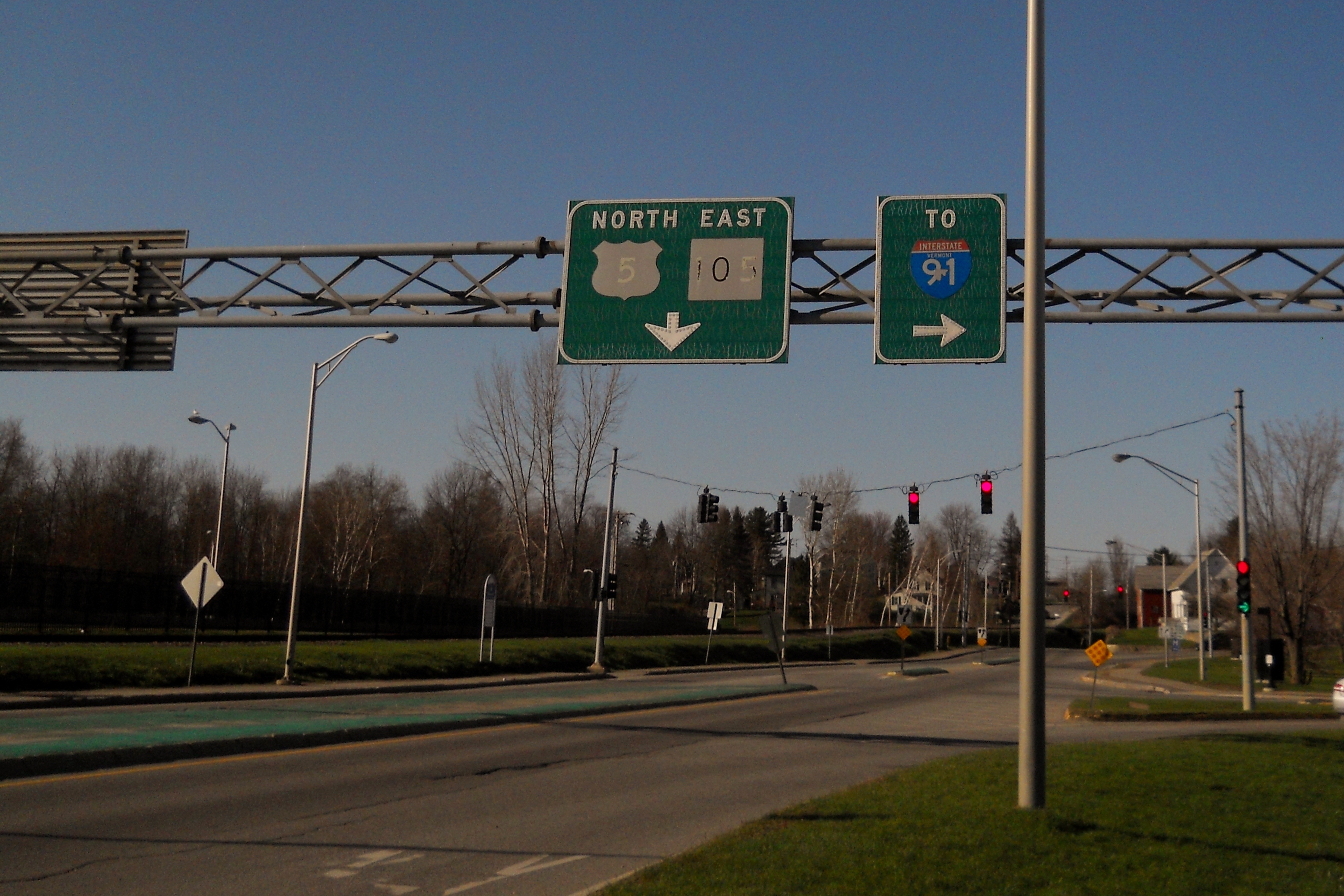
アメリカ国道5号線がバーモント州道191号線と交差するところ、州間高速道路91号線に向かう

- アメリカ国道5号線 - 南のコベントリー、北と東のダービーとを繋ぐ
- バーモント州道14号線 - コベントリーとを繋ぐ
- バーモント州道100号線 - ニューポート町とを繋ぐ
- バーモント州道105号線 - ニューポート町とを繋ぐ（100号線と合流）、ダービーとを繋ぐ（国道5号線と合流）
- バーモント州道191号線 - "アクセス道路"、州間高速道路91号線と繋ぐ、出口27で市内に

市内には信号機が6か所あり、郡内にある信号機の大半になっている。国道5号線に5か所ある。

#### 主要な橋
メンフレンマゴグ湖のサウス湾には3つの大きな橋があり、その内2つは元のニューポート・ビレッジと元のウェストダービー・ビレッジを繋いでいる。それら2つは国道5号線を通す橋であり、ロング・ブリッジは国道5号線とマウントバーノン通りを繋いでいる。2012年からこのロング・ブリッジを架け替える計画が進行中である。費用は526万ドルと見積もられている。州がその90%、残りを市が負担する。
3つ目の橋は鉄道用トレッスル橋である。

#### 地元公共交通と私立交通機関
非営利組織のRCT（田園部地域交通）がセントジョンズベリーからカレドニア郡など3つの郡にサービスを提供している。一般用途ではニューポート市西部からダービーまで南北方向4路線があり、土曜日は2路線である。料金は25セントである。

#### 鉄道
ワシントン郡鉄道（報告記号WACR）、2007年にバーモント州から、ホワイト川ジャンクションとニューポートの間を30年間運行する契約を受けた。現在唯一の定期便は貨物便である。
モントリオール・メイン・アンド・アトランティック鉄道（報告記号MMA）、北西のノーストロイを通り、ケベック州ファーナムに至る路線を運行している。ニューポートの南にあるニューポート・ヤードでWACRと貨物の積み替えを行っている。
ケベック・セントラル鉄道の路線がメンフレンマゴグ湖の東をケベック州レノックスビルまで走っていたが、廃線となり、通行権は自転車道と歩道の多用途に転換された。

#### 空港
ニューポート州立空港が近くにある。滑走路は4,000フィート (1,200 m) が2本である。

### 下水
2003年から2004年、市は毎日平均908,917 US ガロン (3,440.630 m3) の処理下水をクライド川に流していた。

### メディア
「ニューポート・ディスパッチ」は、オンラインのみの新聞であり、毎日更新されている。

## 著名な出身者
- チャールズ・フランシス・アダムス、NHLボストン・ブルーインズの初代オーナー